# Michiel Zonneveld

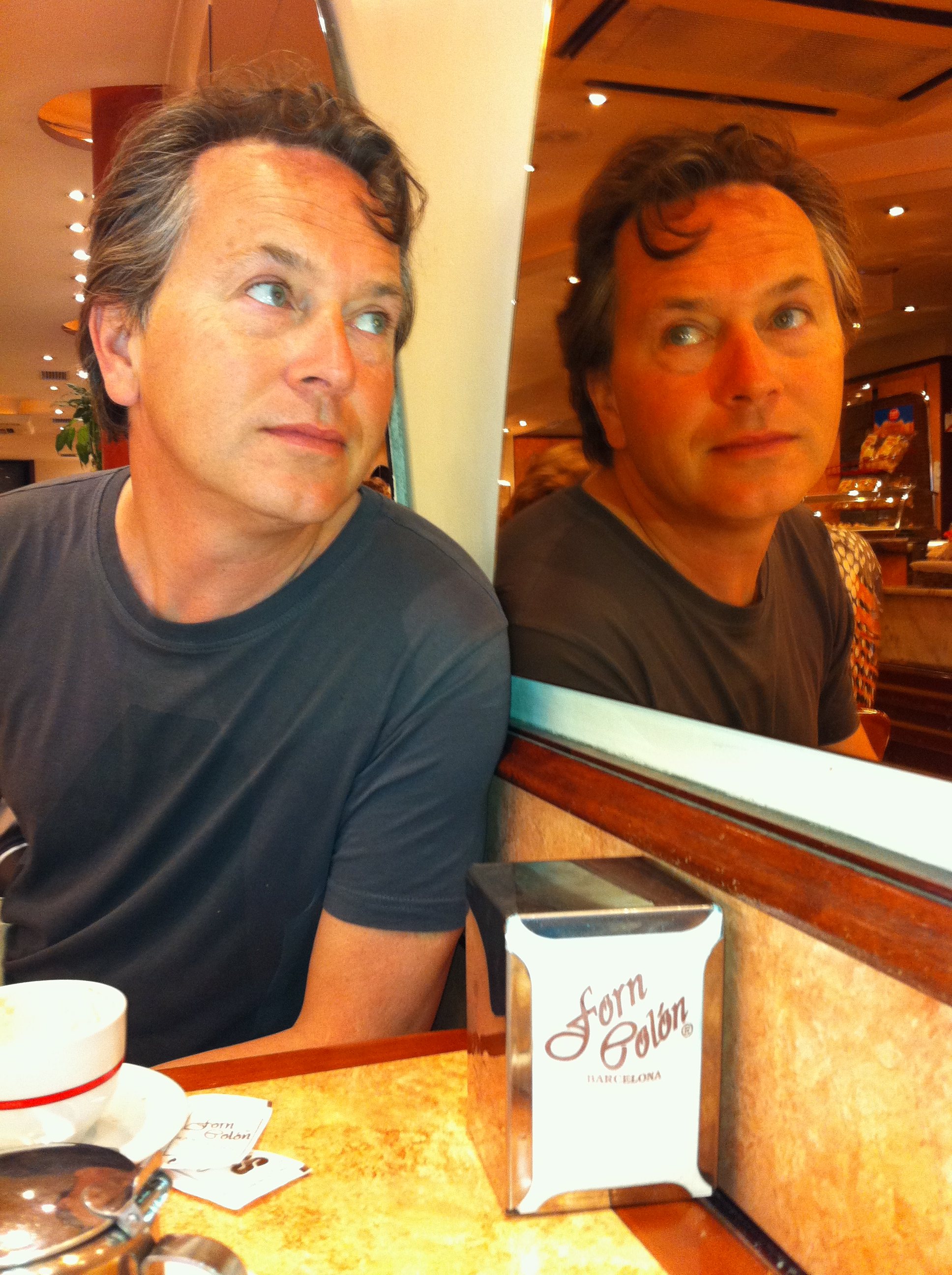
Michiel Zonneveld in 2011

Michiel Adriaan Zonneveld is een Nederlands journalist.

## Jeugd en opleiding
Zonneveld werd geboren te Nieuwersluis. Na de lagere school behaalde hij in 1981 zijn VWO-diploma op de RSG Broklede in Breukelen. Daarna studeerde hij politieke wetenschappen aan de Universiteit van Amsterdam. Zonneveld studeerde af in de richting 'Nationale Politieke Stelsels'. Hij schreef een scriptie over de formatiestrategie van het CDA in 1977.

## Werkzaamheden
In 1983 werd hij landelijk voorzitter van de Jonge Socialisten in de PvdA. In 1986 ging hij werken als medewerker van het Amsterdams cultureel centrum De Balie. Van 1989 tot 2001 werkte hij voor Het dagblad Het Parool, onder andere als chef van de politieke redactie en als columnist. Daarna werd hij redacteur van het blad Vrij Nederland en was daar tevens columnist. Sinds 2004 werkt hij als freelance journalist voor diverse (dag-, week- en maand-) bladen en andere opdrachtgevers.

## Prijs en werken
In 2002 was hij de winnaar van de Anne Vondelingprijs voor de politieke journalistiek voor zijn columns in Vrij Nederland. Hij schreef een tiental boeken. Michiel Zonneveld schrijft vooral over politieke en maatschappelijke onderwerpen. Hij treedt ook op als dagvoorzitter.